# Relocated
Relocated – dziewiąty (siódmy studyjny) album Camouflage wydany w 2006 roku.

## Lista utworów
1. Memory (1:06)
2. We Are Lovers (4:00)
3. Motif Sky (3:29)
4. Real Thing (3:11)
5. Passing By (4:05)
6. Confusion (3:47)
7. The Perfect Key (5:32)
8. Stream (2:05)
9. Dreaming (5:00)
10. The Pleasure Remains (4:06)
11. Bitter Taste (5:04)
12. Something Wrong (4:48)
13. Light (1:02)
14. How Do You Feel? (14:15)

## Single promujące album
1. Motif Sky
2. Something Wrong
3. The Pleasure Remains